# Restauration zur Kiste

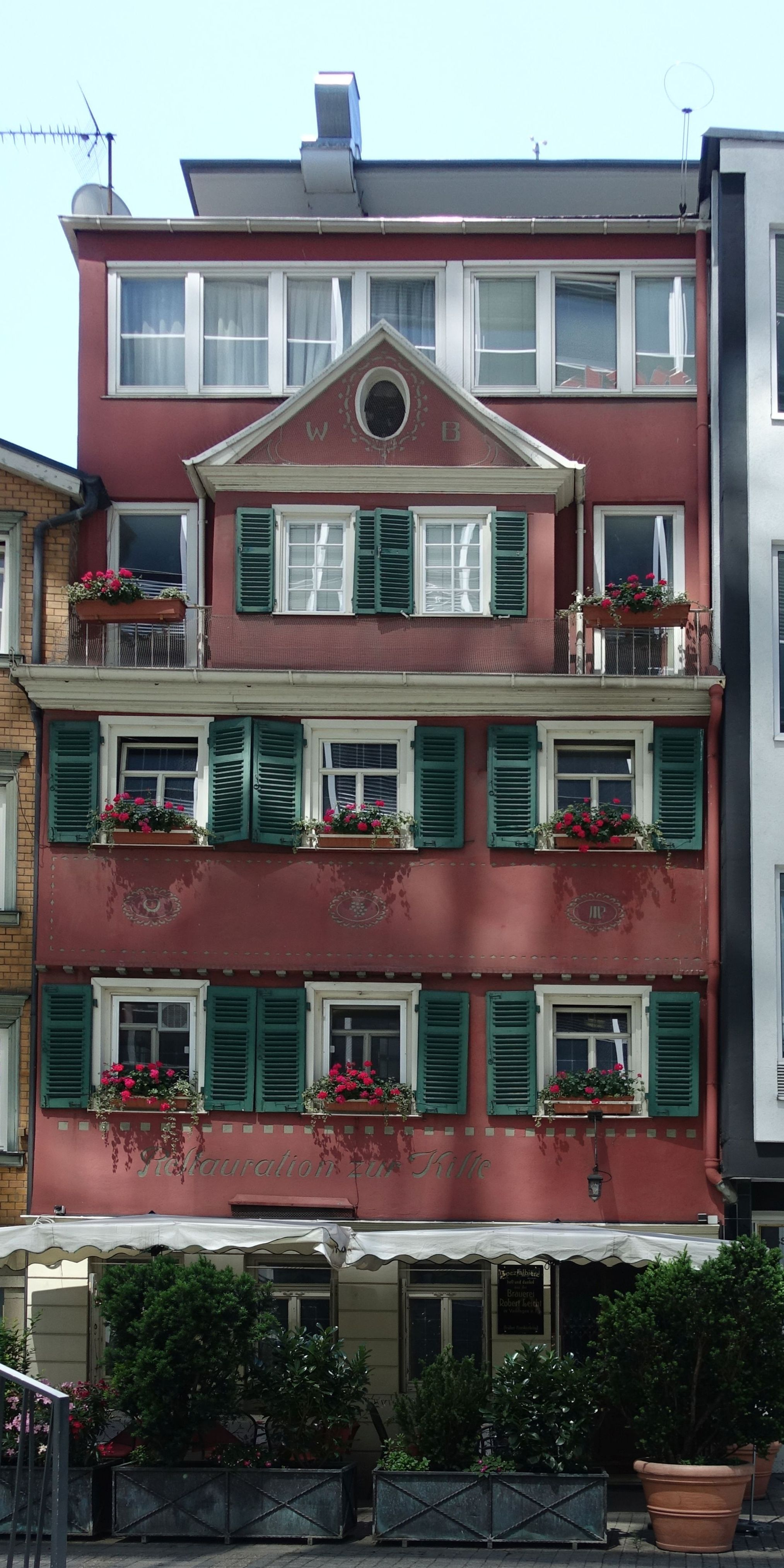
Restauration zur Kiste.

Die Restauration zur Kiste, heute Weinstube Zur Kiste, ist ein schwäbisches Restaurant in der Kanalstraße 2 in Stuttgart-Mitte. Das Haus wurde 1740–1760 als Wohnhaus erbaut und wird seit 1843 als Gaststätte geführt.

## Lage

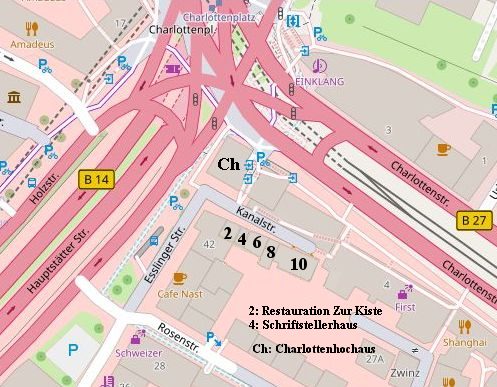
Lageplan.

Die „Restauration zur Kiste“ liegt in der Kanalstraße 2 gegenüber dem Charlottenhochhaus, durch das ein Durchgang zur Charlottenstraße und eine Treppe zur U-Bahn-Haltestelle Charlottenplatz führt.
Die ursprünglich fast 200 Meter lange Kanalstraße erstreckte sich früher von der Esslinger Straße bis zur Weberstraße. Die heutige, auf 40 Meter verkürzte Straße am nördlichen Rand des Stuttgarter Bohnenviertels beginnt nach dem Eckhaus Esslinger Straße 42 und endet als Sackgasse. Die Straße ist nur mehr einseitig an der Südseite bebaut und besteht aus den 5 Häusern mit den Nummern 2–10. Außer dem langgestreckten Gebäude Kanalstraße 10 haben die 5–8 Meter breiten Häuser ihre „Handtuchform“ beibehalten.
Der Stuttgarter Theaterkritiker Siegfried Melchinger beschrieb 1993 die heutige Lage der „Kiste“:
„Das kleine Haus in der schmalen Gasse wird von einem modernen Riesenklotz beschattet, der ebenso gut in Mailand oder in Chicago stehen könnte. Es ist in eine Reihe stehengebliebener Häuserchen gezwängt, von denen keines der Rede wert ist. Vis avis hatten die Bomben gehaust. Ehedem nistete hier die Gemütlichkeit. Es heißt, hier habe es mehr Wirtschaften als Häuser gegeben. Der Stuttgarter trank hier sein Viertele. Die Legende berichtet, daß der letzte König, Wilhelm mit dem Barte – als Bub habe ich ihn noch mit seinen Hunden in der Königstraße spazieren gehen sehen –, ab und zu in der ‚Kiste‘ aufgetaucht sei, um ein Viertele zu trinken. Er wohnte einen Häuserblock weiter in seinem jetzt wiederaufgebauten Privatpalais. Dazwischen lag einst das Kriegsministerium.“

## Geschichte
Das schmale Gebäude der „Restauration zur Kiste“ besteht aus 5 Stockwerken und 3 Fensterachsen. Es wurde 1740–1760 als Wohnhaus mit 2 Stockwerken erbaut. Das Haus ist in einem rötlichen Farbton verputzt. Der Verputz ist mit weißen Schmuckornamenten in Sgraffito (Kratzputz) verziert. Über dem Erdgeschoss trägt das Haus den weißen Sgraffito-Schriftzug „Restauration zur Kiste“. Die weiß gerahmten Fenster tragen grüne Klappfensterläden.

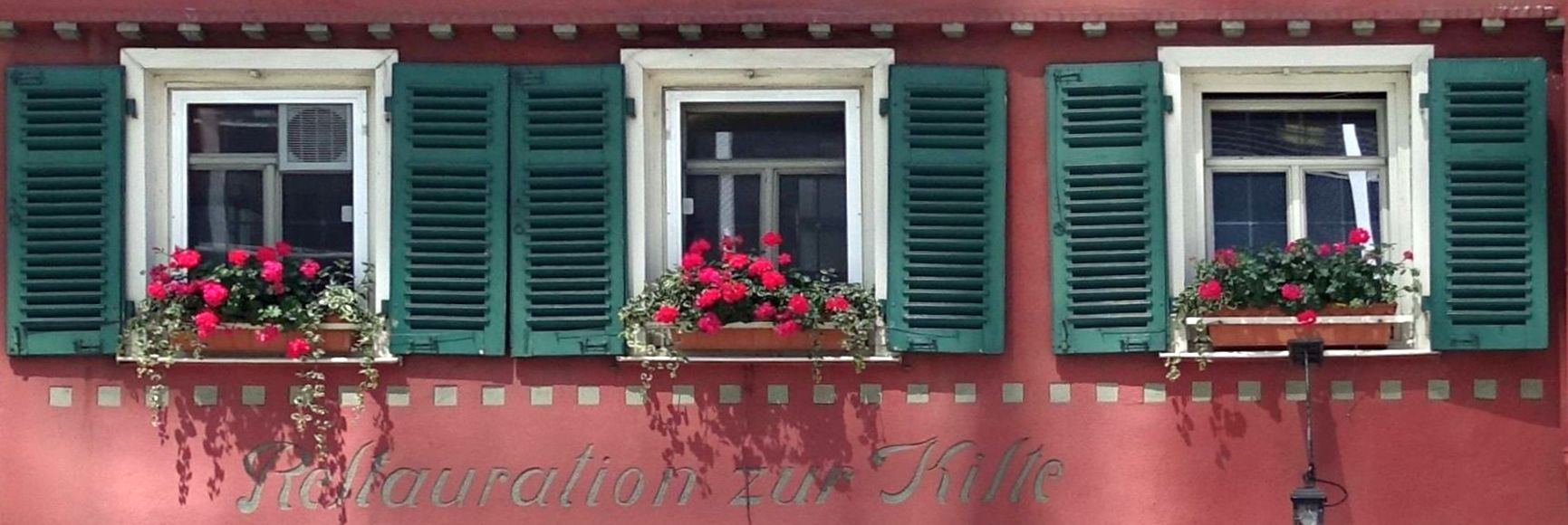

### Ringwald
Johann Ringwald (1802–1858) war Leibkutscher von König Wilhelm I. Da er glaubte, als Lohnkutscher seine 7 Kinder (6 Töchter und 1 Sohn) besser ernähren zu können, bat er den König 1843 um seine Entlassung. Dieser wollte seinen bewährten Kutscher nicht verlieren und machte ihm daher den Vorschlag, für ihn das Häuschen in der Kanalstraße 2 zu erwerben, um dort eine Bierschenke einzurichten. Ringwald ließ durch den Baumeister Eckert das zweistöckige Haus um ein Stockwerk erweitern. Während er weiterhin als königlicher Kutscher arbeitete, versorgten seine Frau Eva Ringwald geb. Fritz (1804–1875) und seine Töchter die alsbald florierende Gaststätte, die als Speisewirtschaft geführt wurde. Als Ringwald 1858 im Alter von 55 Jahren starb, übernahm seine Frau die Führung der Gaststätte. In ihrem Todesjahr 1875 heiratete der Restaurateur Emil Böhme eine der Ringwald-Töchter und betrieb mit ihr zusammen die Gaststätte weiter unter dem Namen „Restauration zur Kiste“.

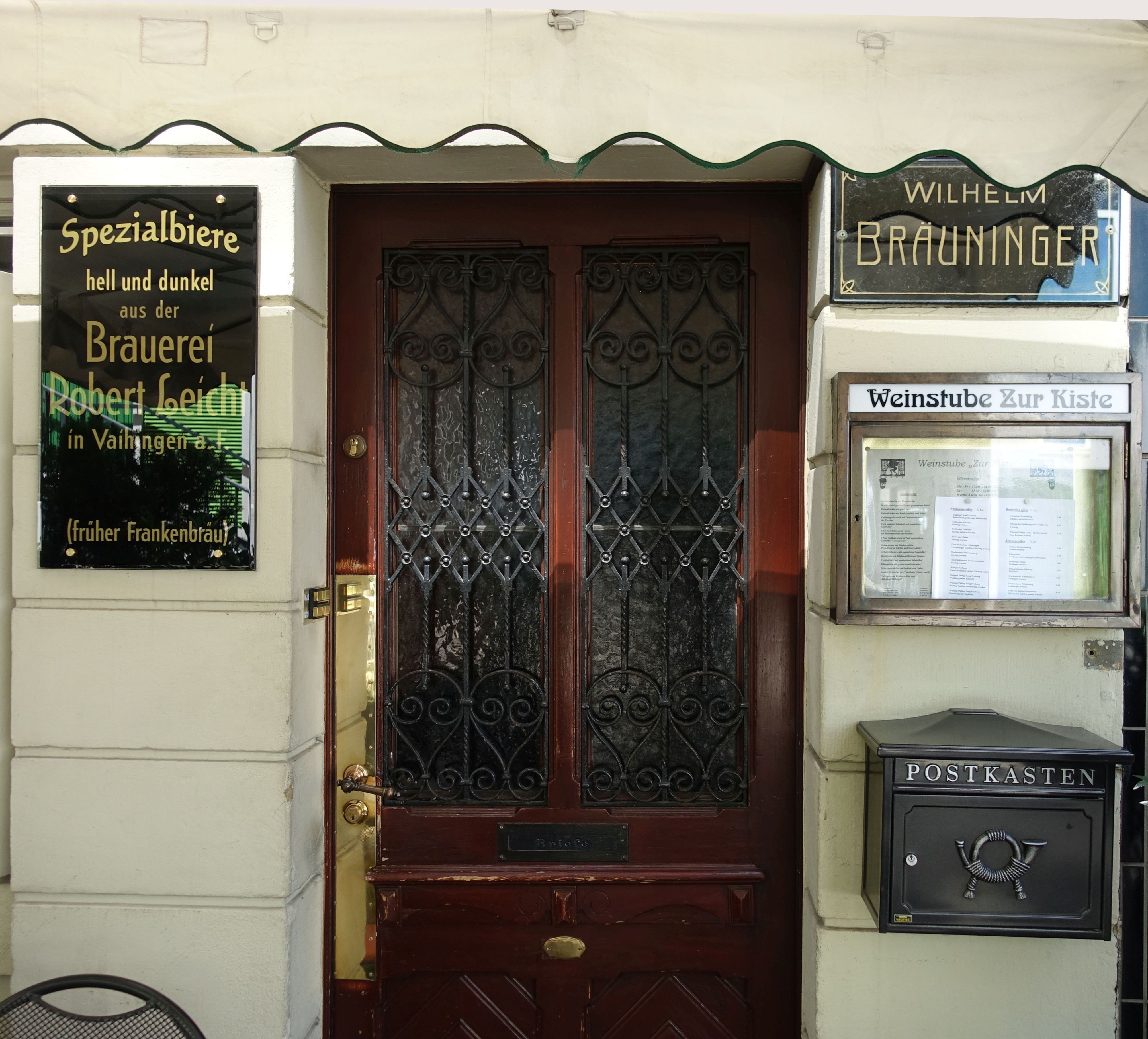
Eingang mit dem Namensschild von Wilhelm Bräuninger.

### Bräuninger
1893 kaufte Wilhelm Bräuninger der Ältere (* 1868) von Emil Böhme die Wirtschaft. Der neue Besitzer ließ von dem Architekten Storz 1902 das Haus um ein Giebelstockwerk erweitern. Das Giebeldreieck wurde mit einer ovalen Nische mit der Figur eines schwarzen Raben ausgestattet, flankiert von den Initialen WB des Besitzers. Nach Wilhelm Bräuningers Tod übernahm seine Frau die Führung der Wirtschaft, die sie 1949 auf ihren Sohn Wilhelm Bräuninger den Jüngeren (* 1922) übertrug.
1993 übergab dieser die „Kiste“ seiner langjährigen Mitarbeiterin Rose Wenger und ihrer Tochter Heike Hauschke, die die „Kistentradition“ bis zum heutigen Tage aufrechterhielten. In neuerer Zeit wurde das Haus um ein fünftes Stockwerk erweitert, das durch eine siebenteilige Fensterreihe über die gesamte Gebäudebreite belichtet wird.
Wolfgang Chur, ehemals Mitglied der Geschäftsführung der Bosch-Gruppe, sang 2016 in seinem literarischen Stuttgart-Führer ein Loblied auf die Gastronomie der schwäbischen Traditionswirtschaft:
„Eingeweihte wissen, dass man in der vergangenheitsgetränkten Kiste in der holzgetäfelten Stube mit von zahlreichen Hosenböden und Ärmeln blankpolierten Bänken und Tischen urgemütlich sitzen und in diesem Hort schwäbischer Gemütlichkeit vespern kann wie früher. Die Fleischküchle mit Kartoffelsalat schmecken wie daheim, auch Maultaschen, Rostbraten oder Gaisburger Marsch sind die Renner. Kenner bestellen Einsundeins, eine Maultasche und ein Fleischküchle mit herrlichen Bratkartoffeln. Hier ist gut sein, besonders mit einem Viertele Wein, oder zwei oder drei.“

## Wirtshausschild

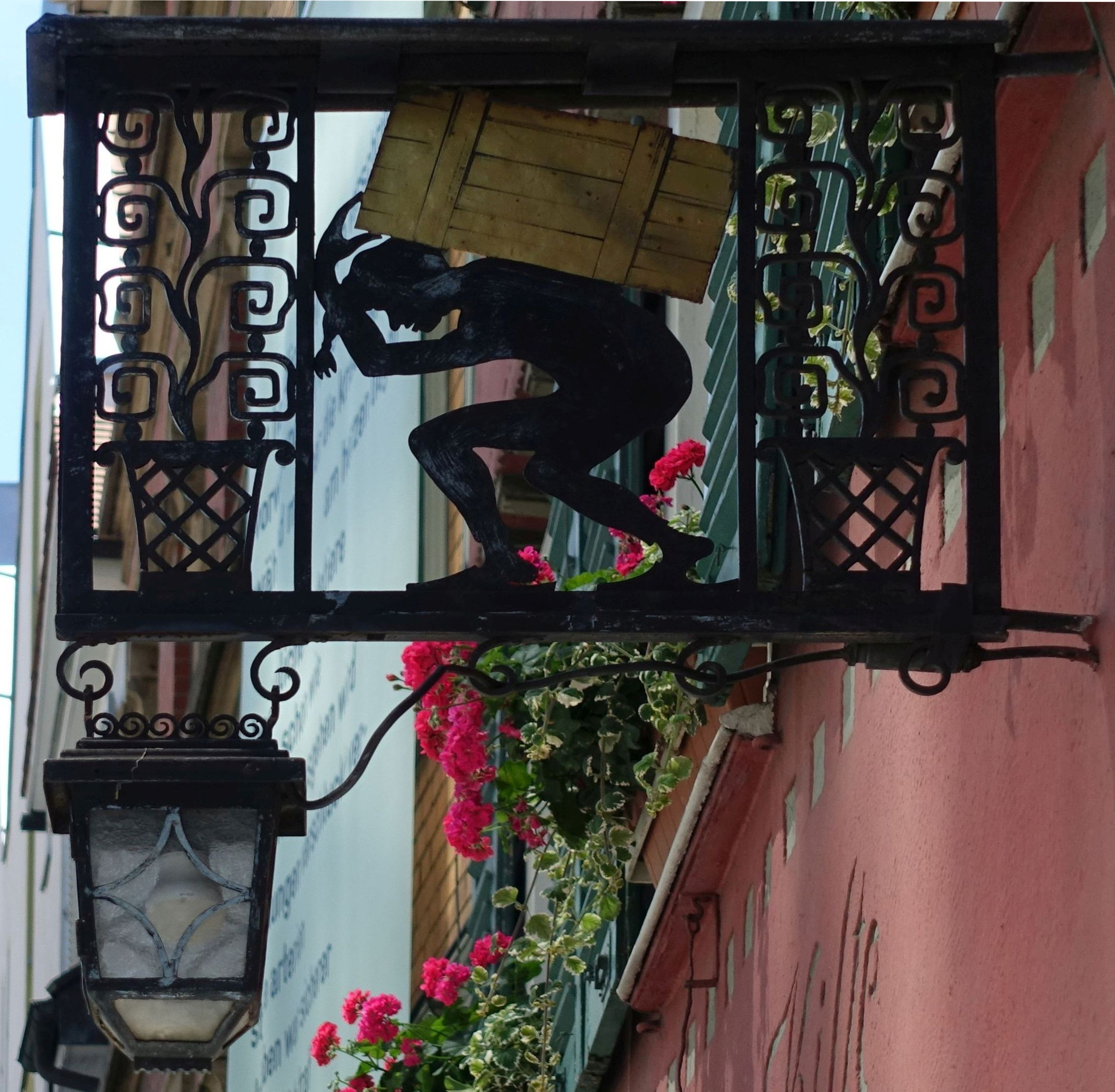
Wirtshausschild.

Das schmiedeeiserne Wirtshausschild zeigt zwischen zwei stilisierten Pflanzentöpfen die schwarze Silhouette eines Lastträgers. Er trägt auf seinem tiefgebeugten Rücken eine goldene Kiste, der das Wirtshaus seinen Namen verdanken soll. Nach der Sage geht der Name auf eine Hafertruhe zurück, die zum Füttern der Pferde vor dem Haus stand (siehe auch Wilhelm Hauff). Nach einer anderen Überlieferung sollen Studenten zum Zeichen des königlichen Darlehens, das der Wirt erhalten hatte, über ihrem Stammplatz in der Wirtschaft eine vergoldete Kiste aufgehängt haben.

## Stammtisch der Dreizehn
Im ersten Stock der „Kiste“ tagte viele Jahre der Stammtisch der Dreizehn. Künstler, Politiker, Juristen und Literaten trafen sich jeden Montag zum Gespräch und zur Diskussion. Zu den Mitgliedern des Männerclubs zählten die Schriftsteller und Journalisten Hermann Mostar, Friedrich Sieburg, Thaddäus Troll und Werner Finck, der Historiker Eberhard Jäckel, der Generalintendant der Württembergischen Staatstheater Walter Erich Schäfer und der Verlagschef der Deutschen Verlagsanstalt Frank-Ulrich Planitz.

## Wilhelm Hauff

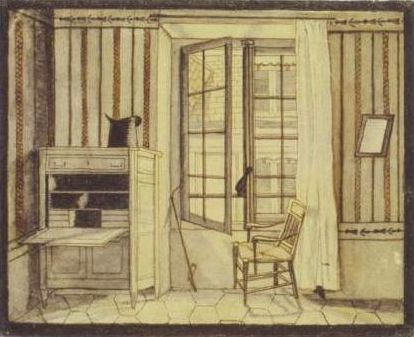
Zimmer von Wilhelm Hauff im Kriegsministerium in Stuttgart, Tuschezeichnung von Wilhelm Hauff, 1825.

Von Oktober 1824 bis April 1826 war der Dichter Wilhelm Hauff in Stuttgart bei dem Kriegsratspräsidenten Ernst von Hügel als Hofmeister angestellt. Er wohnte im alten Kriegsministerium am Charlottenplatz gegenüber der Wirtschaft zur Kiste. In seiner Novelle „Die letzten Ritter von Marienburg“ von 1827 soll die Wirtschaft Teilort der Handlung gewesen sein. Aus der Novelle soll auch hervorgehen, dass der Name der Wirtschaft auf eine Hafertruhe zurückzuführen ist, die einst im Hauseingang stand. Diese Angaben sind jedoch fraglich, da die betreffenden Stellen im Text der Novelle nicht zu finden sind.